# Caleufú
Caleufú är en ort i Argentina.   Den ligger i provinsen La Pampa, i den centrala delen av landet, 600 km väster om huvudstaden Buenos Aires. Caleufú ligger 208 meter över havet och antalet invånare är 2 396.
Terrängen runt Caleufú är mycket platt. Runt Caleufú är det mycket glesbefolkat, med 2 invånare per kvadratkilometer.. Caleufú är det största samhället i trakten.
Omgivningarna runt Caleufú är i huvudsak ett öppet busklandskap.